# Matrix Fight Night
Matrix Fight Night (MFN) es una organización de artes marciales mixtas con sede en Bombay, Maharashtra, India. Es propiedad del actor de cine hindi Tiger Shroff, su madre Ayesha Shroff y su hermana Krishna Shroff, quienes también la gestionan. La promoción, siendo una de las principales de MMA en India, se fundó en 2019.

## Historia
Matrix Fight Night fue fundada en 2019 por la familia Shroff. Los Shroff unieron fuerzas para establecer una promoción premium de MMA destinada a mejorar y dar forma a las artes marciales mixtas en el sur y el sudeste asiático. Matrix Fight Night comenzó con su evento debut MFN 1 en Bombay el 12 de marzo de 2019. El evento se celebró en el NSCI Dome y contó con siete combates profesionales.
MFN se expandió globalmente con MFN 4, eligiendo Dubái como su capital internacional de pelea. Tres ediciones consecutivas de Matrix Fight Night, de MFN 4 a MFN 6, se celebraron en la ciudad emiratí.
A finales de 2022, Matrix Fight Night anunció su asociación con el gigante de OTT Disney+ Hotstar. Los eventos de MFN se transmiten en vivo en India por Disney+Hotstar.